# إد هولي (لاعب كرة قاعدة)
إد هولي (بالإنجليزية: Ed Holley) هو لاعب كرة قاعدة أمريكي، ولد في 23 يوليو 1899 في بنتون في الولايات المتحدة، وتوفي في 26 أكتوبر 1986 في بادوكا في الولايات المتحدة.

## وصلات خارجية
- إد هولي (لاعب كرة قاعدة) على موقعبيزبول رفرنس.كوم (الدوري الرئيسي) (الإنجليزية)
- إد هولي (لاعب كرة قاعدة) على موقعبيزبول رفرنس.كوم (الدوري الثانوي) (الإنجليزية)